# Agromyza distans
Agromyza distans este o specie de muște din genul Agromyza, familia Agromyzidae, descrisă de Friedrich Georg Hendel în anul 1931.
Este endemică în Austria. Conform Catalogue of Life specia Agromyza distans nu are subspecii cunoscute.